# حجاج (استان مستغانم)
حجاج (به عربی: حجاج) یک شهرداری در الجزایر است که در استان مستغانم واقع شده‌است. حجاج ۱۵٬۸۳۵ نفر جمعیت دارد.